# Maturino da Firenze

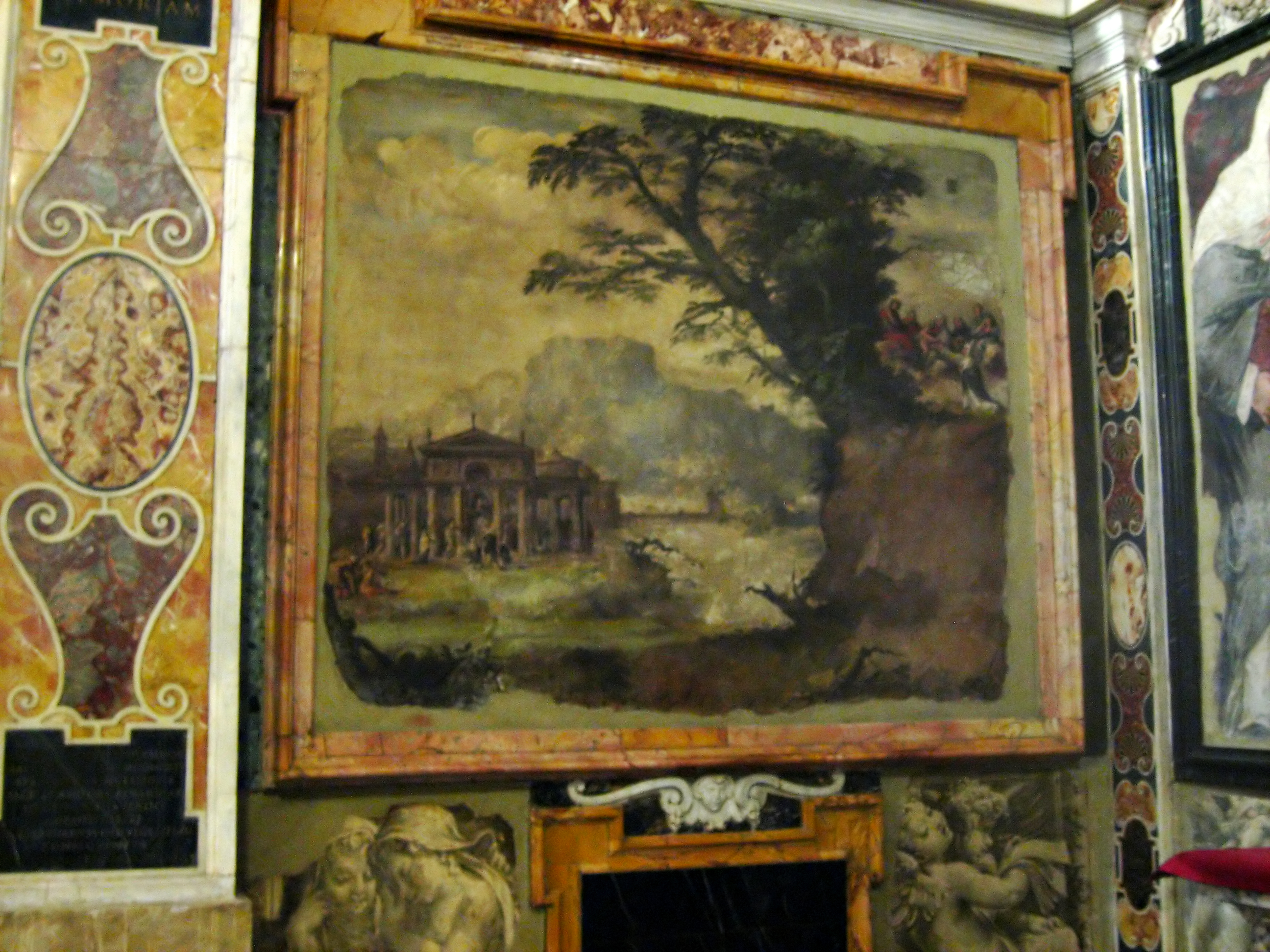
Paisatge de Polidoro da Caravaggio i Maturino da Firenze, a S. Silvestro al Quirinale, Roma (c. 1525)

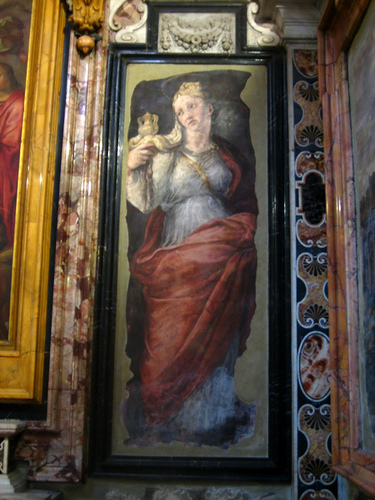
Maria Magdalena de Polidoro da Caravaggio i Maturino da Firenze, a S. Silvestro al Quirinale, Roma (c. 1525)

Maturino da Firenze (Florència, 1490 — Roma, 1528) va ser un pintor italià del Renaixement. Tot i haver nascut a Florència va desenvolupar la seua carrera artística a Roma
Vasari descriu la relació entre Polidoro da Caravaggio i Maturino com extraordinàriament intensa: 
| « | En aquella edat d'or, com podem anomenar la feliç època del papa Lleó X, Polidoro da Caravaggio va ocupar un honorable lloc entre les ments més nobles. Va arribar a Roma en el temps de la construcció de les loggie del Vaticà sota la direcció de Rafael, i com no tenia més que divuit anys va ser empleat per portar material als obrers. Però quan va començar la tasca pictòrica Polidoro va mostrar-s'hi interessat, i s'ho va fer per entaular amistat amb els joves de més talent que pogueren ensinistrar-lo en l'ofici de pintor. Però entre tots ells va triar com a company Maturino, un florentí amb qui va treballar, trobant tant de plaer en l'art que en pocs mesos va fer coses que sorprengueren a tothom que coneixia la seua condició anterior. I l'estima de Maturino per Polidoro, i de Polidoro per Maturino va créixer tant que van decidir vivir i morir plegats com a germans, compartint la feina i els diners. | » |

Vasari no distingia entre els dos artistes en llurs obres conjuntes No obstant això, la Dra. Evelina Borea, en el seu estudi sobre Polidoro, considera que la contribució de Maturino a les obres conjuntes va ser mínima.
La major part de les fonts indica que Maturino va morir l'any 1528, però d'altres diuen que va morir en el saqueig de Roma, l'any anterior.